# Президентские выборы в Аргентине (1862)
Четвёртые в истории Аргентины президентские выборы состоялись 27 августа и 7 сентября 1862 года, став первыми выборами главы Республики Аргентина, провозглашённой после окончания войны между государством Буэнос-Айрес и Аргентинской Конфедерацией. Победу на них одержал губернатор Буэнос-Айреса националист Бартоломе Митре Мартинес, который в то время был фактическим президентом страны и командующим армией Буэнос-Айреса. Вице-президентом был избран экс-губернатор Тукумана и Кордобы Маркос Пас от той же партии.

## Предыстория
В XIX веке президент Аргентины избирался коллегией выборщиков и эти выборы, проводившиеся путём открытого голосования, не отражали настроений народа (явка которого в среднем составляла 10 % от имевших права голоса). Такая избирательная система возникла в результате периода периодических гражданских войн между теми, кто выступал за объединенную Аргентину с сильным центральным правительством (унитаристы) и лидерами провинции Буэнос-Айрес, которые выступали за создание независимого государства (федералисты). Эти конфликты доминировали в местной политической жизни с 1820 года и не утихли с принятием Конституции Аргентины 1853 года.
Военный гарант Аргентинской Конфедерации генерал Хусто Хосе де Уркиса потерял контроль над назначенным им преемником Сантьяго Дерки, и это побудило губернатора Буэнос-Айреса Бартоломе Митре взяться за оружие в защиту автономии против того, что он считал отказом Дерки от их джентльменского соглашения 1860 года. Победив в битве при Павоне 1861 года, Митре добился важных уступок от национальной армии, в частности, поправки к Конституции, предусматривающей непрямые выборы через коллегию выборщиков, состоящую — по замыслу — несколько непропорционально избирателей из внутренних провинций страны. 12 апреля 1862 года он возглавил национальную исполнительную власть, делегировав полномочия законодательным органам провинций. 30 мая был подписан договор, устанавливающий мир между правительством и Анхелем Висенте Пеньялосой, одним из последних лидеров вооружённого сопротивления централизму Буэнос-Айреса.
Опытный переговорщик, Митре успокоил беспокойные настроения в Буэнос-Айресе и провинции Энтре-Риос (где сепаратистские настроения были самыми высокими) и назначил Маркоса Паса, федералиста и бывшего своего врага, своим кандидатом на пост вице-президента.

## Выборы
Выборы проводились в соответствии с Законом о выборах № 207, который сохранял в силе режим «открытого голосования», который исторически характеризовался массовыми фальсификациями, насилием, покупкой голосов и низким уровнем участия избирателей, без допуска женщин, которые не имели права голосовать или быть избранным. Только 1 % населения участвовал на голосовании. Согласно конституции выборы президента и вице-президента должны были проводиться косвенно и раздельно, делегируя окончательные выборы каждого из них провинциальным коллегиям выборщиков, выбранных на первичных выборах по системе полных списков, при этом в каждом избирательном округе избираются кандидаты, набравшие наибольшее количество голосов.
Из 1 400 000 взрослых жителей в голосовании приняли участие около 14 000 человек.
5 октября Бартоломе Митре и Маркос Пас будут избраны соответственно президентом и вице-президентом Аргентинской Республики. Митре был единственным кандидатом на эту должность и был избран Коллегией выборщиков без голосов против, хотя 23 выборщика из 156 воздержались. На выборах вице-президента коллегия выборщиков из девяти кандидатов большинством в 91 голос выбрала Маркоса Паса, также от Националистической партии.

## Итоги голосования
| Кандидат     | Кандидат                 | Партия       | Выборщики | %     |
| ------------ | ------------------------ | ------------ | --------- | ----- |
|              | Бартоломе Митре Мартинес | Националист  | 133       | 85,24 |
| Воздержались | Воздержались             | Воздержались | 23        | 14,76 |
| Всего        | Всего                    | Всего        | 156       | 100   |